# 前369年
| 千纪： | 前1千纪 |
| 世纪： | 前5世纪 \| 前4世纪 \| 前3世纪 |
| 年代： | 前390年代 \| 前380年代 \| 前370年代 \| 前360年代 \| 前350年代 \| 前340年代 \| 前330年代                                                                                     |
| 年份： | 前374年 \| 前373年 \| 前372年 \| 前371年 \| 前370年 \| 前369年 \| 前368年 \| 前367年 \| 前366年 \| 前365年 \| 前364年                                                       |
| 纪年： | 周烈王七年 魯共公十四年 田齊桓公六年 晉孝公二十年 趙成侯六年 魏惠王元年 韓共侯五年 秦獻公十六年 楚宣王元年 宋剔成君元年 衛聲公四年 燕後桓公四年 越王無余四年 中山桓公十二年 |

## 大事记
- 中山國始建长城。
- 楚宣王即位，標誌著楚國宣威盛世開始。
- 周烈王崩，弟周顯王扁立。
- 濁澤之戰，魏罃與魏緩爭位，韓懿侯、趙成侯引兵攻魏，韓懿侯主張立兩人為君，把魏國降為韓、趙的藩屬。而趙成侯主張立公中緩而瓜分魏國之地，兩國意見不合而退兵，魏罃趁機襲殺魏緩，自立為國君，是為魏惠王。
- 底比斯伊巴密濃達再次進侵伯羅奔尼撒，成功使得西库翁與底比斯結盟。當其回國時，其再次受到審訊並再次被釋放。

## 出生
- 莊周，戰國時代道家代表人物。